# Donald Goines
Donald Goines, noto sotto lo pseudonimo Al C. Clark (Detroit, 15 dicembre 1936 – Detroit, 21 ottobre 1974), è stato uno scrittore statunitense.

## Biografia
Goines nasce a Detroit (Michigan) il 15 dicembre 1936 da una famiglia nera di classe medio-borghese proprietaria di una lavanderia. La famiglia di sua madre, Myrtle Goines, sembra discendesse da Jefferson Davis e una schiava di sua proprietà.
A 15 anni mentì sulla sua vera età per arruolarsi con l'Air Force e combattere nella guerra di Corea. Durante la guerra, forse a seguito di un disturbo da stress post-traumatico, divenne dipendente dall'eroina e per procurarsi la droga al suo ritorno negli Stati Uniti si macchiò di diversi crimini tra cui piccoli furti, protezione di prostitute e produzione illegale di alcolici finendo arrestato diverse volte.
Mentre scontava la pena nel Michigan's Jackson Penitentiary, Goines iniziò ad interessarsi alla letteratura e decise di scrivere dei romanzi, inizialmente pensò di scrivere storie a tema western ma decise poi di ripiegare verso romanzi d'ambientazione urbana dopo essere rimasto colpito dall'autobiografia del criminale Robert Beck (più noto come Iceberg Slim): Pimp: The Story of My Life.
Goines sviluppò un rapido ritmo di produzione che incrementò ulteriormente per sostenere la sua tossicodipendenza spesso arrivando a scrivere un intero romanzo nel giro di un mese. Sua sorella Joan Goines Coney successivamente raccontò di come Donald scrivesse a ritmi frenetici per evitare di dover commettere azioni illegali e di come basasse le vicende e i personaggi dei suoi romanzi sulle proprie esperienze e su persone realmente conosciute.
Riuscì nell'impresa di scrivere 16 libri nell'arco di cinque anni. Nelle rappresentazioni vivide della vita carceraria e del ghetto, Goines era solito accompagnare all'inglese tradizionale forme gergali (slang) di grande effetto.
I lavori più celebri di Goines includono il semiautobiografico Dopefiend, Whoreson, Black Gangster, Street Players, Eldorado Red, Daddy Cool e White Man's Justice, Black Man's Grief.
Nel 1974 pubblicò Crime Partners, il primo romanzo della serie di Kenyatta scritta sotto lo pseudonimo di Al C. Clark. L'idea dello pseudonimo venne da Bentley Morris, direttore della casa editrice Holloway House, il quale richiese a Goines di pubblicare sotto uno pseudonimo per evitare di compromettere le vendite dei suoi libri, i quali venivano pubblicati con grande frequenza. Il romanzo in questione è incentrato su un antieroe che prese il nome da Jomo Kenyatta, leader di un'organizzazione armata simile alle Pantere Nere che ripulisce i ghetti dalle attività criminali.
Inner City Hoodlum, romanzo che Goines ultimò poco prima di morire, fu pubblicato postumo nel 1975; la storia, ambientata a Los Angeles, tratta di eroina, soldi e omicidi.

### Morte
Goines e sua moglie Shirley Sailor sono stati uccisi in un agguato nel loro appartamento di Detroit la notte del 21 ottobre 1974 venendo ritrovati il giorno dopo grazie ad una telefonata anonima alla polizia. Sebbene comunemente si pensi che Goines sia stato ucciso presumibilmente in relazione a un affare di stupefacenti, è ritenuta possibile anche l'ipotesi che la sua morte sia dovuta al fatto che basasse i suoi racconti su esperienze di vita quotidiana e personaggi reali conosciuti in prima persona, cosa che avrebbe infastidito i criminali rappresentanti dei quartieri bassi. Comunque il caso dell'omicidio rimane irrisolto e la reale identità dell'assassino, o degli assassini, e il movente sono tuttora sconosciuti.

## Romanzi
- Dopefiend (1971)
- Whoreson (1972)
- Black Gangster (1972)
- Street Players (1973)
- White Man's Justice, Black Man's Grief (1973)
- Black Girl Lost (1974)
- Eldorado Red (1974)
- Swamp Man (1974)
- Never Die Alone (1974)
- Crime Partners (1974) [come Al C. Clark]
- Death List (1974) [come Al C. Clark]
- Cry Revenge (1974) [come Al C. Clark]
- Kenyatta's Escape (1974) [come Al C. Clark]
- Daddy Cool (1974)
- Kenyatta's Last Hit (1975) [come Al C. Clark]
- Inner City Hoodlum (1975)

## Influenza culturale
La scrittura di Donald Goines ha ispirato numerosi altri autori nonché molti rapper statunitensi che lo hanno talvolta citato esplicitamente nei loro testi. I libri di Goines inoltre sono spesso utilizzati nei programmi culturali all'interno delle carceri e il suo romanzo Dopefiend è stati anche oggetto di un corso alla Rutgers University.

### Riferimenti nell'hip hop
Donald Goines è stato citato dai seguenti autori hip hop:
Andre Nickatina:
You Know The Way I keep It Flowin'
is Like The Life Of Donald Goines,
My Homies Like That Pimpin, Hoeing
Cop It, Drop It, Cop It, Blowin
Da "CottonCandyLand", in Horns And Halos 2 (2005)
E-40:
Spend about a half a hundred thousand
boost up my coins
preceed to spit mo supafly
than Donald Goines
Da "Hall of Game", in Record Haters
AZ:
Too hard to follow, you took a bite but couldn't swallow.
Your mind's boggled, but I'm as deep as Donald Goines novels
Da "Rather Unique", in Doe or Die (1995)
RZA
feeling like a Dopefiend character from Donald Goines.
Da "trippin", in 6 feet Deep (1994)
Tupac Shakur:
Criminal ties for centuries, a legend in my own rhymes,
So niggaz whisper when they mention,
Machiavelli was my tutor, Donald Goines my father figure,
Moms sent me to go play with the drug dealers.
Da "Tradin' War Stories", in All Eyez on Me (1996)
Nas:
With so much drama in QBC,
Kinda hard being Escobaro,
Eldorado Red, sippin Dom out the bottle,
my life is like a Donald Goines novel.
Da "Escobar '97", in Men in Black Soundtrack (1997)
Ghostface Killah:
Lines from Dolemite,
A few tips from Goines,
Birthday,
Gave her 2 fifty-cent coins.
Da "Child's Play", in Supreme Clientele (1998)
Memphis Bleek: 
That credit you dead it, I know heads gettin' annoyed,
And knew all about a dope fiend before reading Donald Goines
Da "Can I Live II", in Reasonable Doubt (Jay-Z) (1999)
Ludacris:
So I picked up a couple books by Donald Goines,
About the business of this shit, how to flip a few coins.
Da "Eyebrows Down", in Chicken & Beer (2003)
Jadakiss:
The revolver or matty's cool,
Knife game like Daddy Cool, since Bally shoes.
Da "Mighty D-Block", in Walk Witt Me (Sheek Louch) (2005)
Common:
I'm the act to follow, housing kids like Ronald
Mac like Donald Goines, flows I change like coins
Da "Orange Pineapple Juice", in Resurrection (1994)
MF Grimm:
If Donald Goines wrote my life my name would be Kenyatta
I don't choose to kill a brother but to stay alive right now I gotta
Da "Take Em To War", in Scars & Memories
Grand Puba
The skills go back to the days of flippin' coins
Pass time readin' books by my man Donald Goines
Da "Who Can Get Busy Like This Man...", in One for All (1990)
Vado
Like Donald Goins you write a hell of a story
Da "fetti", in boss of all bosses
Inoltre, un rapper adotta lo pseudonimo di Donny Goines, in omaggio all'autore di romanzi. Uno degli artisti del gruppo rap Pitch Black si chiama D.G., ispirato dal romanziere; il cantante inoltre lo cita nella canzone "R U Ready 4 This" eseguita in collaborazione con Busta Rhymes, contenuta nell'album "Pitch Black Law".
Rick Ross:
I'm still flowin' like I'm Donald Goines.
Da "Burn", in Hood Billionaire

### Adattamenti
Alcune delle opere di Goines sono state riproposte per il grande schermo: Never Die Alone, con DMX, e Crime Partners con Ice-T, Snoop Dogg, e Ja Rule. Nel 2004 è uscito il film documentario Donnie's Story: The Life of Donald Goines, diretto da Kelvin Williams e incentrato sul profilo letterario dello scrittore e delle atmosfere che hanno contribuito a costruire i suoi racconti sulla vita di periferia, con interviste a Fab 5 Freddy, DMX, Ice Cube e Capone.